# وردسان (ذمار)
وردسان هي إحدى قرى الجمهورية اليمنية. تتبع جغرافيا لمحافظة ذمار وإداريًا لمديرية عنس. يبلغ تعداد سكانها 1133 نسمة حسب الإحصاء الذي أجري عام 2004.